# Саджевка
Саджевка (укр. Саджівка) — село в Монастырисской городской общине Чортковского района Тернопольской области Украины.
В соответствии с распоряжением Кабинета Министров Украины от 12 июня 2020 года № 724 «Об определении административных центров и утверждении территорий территориальных общин Тернопольской области» вошло в состав Монастырисской городской общины.
Население по переписи 2007 года составляло 142 человек. Почтовый индекс — 48311. Телефонный код — 3555.

## История
Первое письменное упоминание — 1905 год.
Название происходит от слова «саджавка» — рукотворное озерцо (копанка для разведения рыбы). С сентября 1939 г. село — под советской властью. От 4 июля 1941 г. до 22 июля 1944 г. — под нацистской оккупацией. В 1949 г. было 33 двора, 126 человек; в 1952 г. — 24 двора, 75 человек. В Саджевке родилась связная ОУН и УПА Прасковья Корсан (Черевко; 1924 г. р.).
На протяжении 1962—1966 село входило в Бучачский район. После ликвидации Монастыриского района 19 июля 2020 года село вошло в Чортковский район.

## Социальная сфера
Действует торговое заведение.